# Souto do Val
Souto do Val (llamada oficialmente O Souto do Val) es una aldea española situada en la parroquia de Mabegondo, del municipio de Abegondo, en la provincia de La Coruña, Galicia.

## Demografía
| Gráfica de evolución demográfica de Souto do Val entre 1999 y 2018 |
|                                                                    |
| Datos según el nomenclátor publicado por el INE.                   |